# 青梅 (大字)
青梅（おうめ）とは東京都青梅市にあった地名。郵便番号は198-0045。

## 概要
青梅市の中心部に位置する。青梅街道沿いはかつて宿場町として栄えていた。現在は大部分が住宅地になっており、青梅駅の周辺には商店が建ち並ぶ。

## 地理
北部は青梅丘陵、南部は多摩川に接する。

## 歴史
「青梅市の歴史」「青梅町の歴史」も参照。
- 1875年(明治8年) - 青梅村より青梅町に変更（大字青梅の範囲）。
- 1889年（明治22年）4月1日 - 町村制の施行に伴い、青梅町、勝沼村、西分村、日向和田村が合併して神奈川県西多摩郡青梅町が発足（青梅市の青梅地区の範囲）。
- 1893年（明治26年）4月1日 - 東京府へ移管。
- 1943年（昭和18年）7月1日 - 東京都制施行。
- 1951年（昭和26年）4月1日 - 霞村、調布村との合併により青梅市が発足。同日青梅町廃止。大字青梅は青梅地区の一部となる。
- 1998年（平成10年）10月 - 青梅地区の大字青梅を天ヶ瀬町、裏宿町、大柳町、上町、住江町、滝ノ上町、仲町、本町、森下町に分割し、廃止。

分割後の地域は以下の通りである。
| 町丁     | 読み仮名         | 郵便番号 |
| -------- | ---------------- | -------- |
| 住江町   | すみえちょう     | 198-0084 |
| 本町     | ほんちょう       | 198-0083 |
| 仲町     | なかちょう       | 198-0082 |
| 上町     | かみちょう       | 198-0081 |
| 森下町   | もりしたちょう   | 198-0089 |
| 裏宿町   | うらじゅくちょう | 198-0088 |
| 天ヶ瀬町 | あまがせちょう   | 198-0087 |
| 滝ノ上町 | たきのうえちょう | 198-0085 |
| 大柳町   | おおやなちょう   | 198-0086 |

## 世帯数と人口
2021年（令和3年）3月1日現在の世帯数と人口は以下の通りである（分割後）。
| 町丁     | 世帯数    | 人口    |
| -------- | --------- | ------- |
| 住江町   | 273世帯   | 513人   |
| 本町     | 437世帯   | 843人   |
| 仲町     | 210世帯   | 403人   |
| 上町     | 125世帯   | 220人   |
| 森下町   | 179世帯   | 409人   |
| 裏宿町   | 419世帯   | 849人   |
| 天ヶ瀬町 | 507世帯   | 1,052人 |
| 滝ノ上町 | 310世帯   | 581人   |
| 大柳町   | 504世帯   | 1,018人 |
| 計       | 2,964世帯 | 5,888人 |

## 小・中学校の学区
市立小・中学校に通う場合、学区は以下の通りとなっていた。
| 町名 | 小学校             | 中学校             |
| ---- | ------------------ | ------------------ |
| 全域 | 青梅市立第一小学校 | 青梅市立第一中学校 |

## 公共機関

### 警察
- 警視庁青梅警察署（青梅市野上町）
  - 青梅駅前交番（本町）
  - かつては森下町・住江町にも交番があったが、2006年1月に廃止され、それぞれ「森下町安全安心ステーション」「住江町安全安心ステーション」として使われている[6]。

### 消防
- 東京消防庁青梅消防署（青梅市師岡町）
  - 第一分団（青梅地区）[7]

### 郵便
- 青梅郵便局（青梅市東青梅）
  - 青梅住江町郵便局
  - 青梅上町郵便局

### 公園
- 永山公園（本町・勝沼）
- 釜の淵公園（駒木町） - 釜の淵大柳駐車場より柳淵橋を渡った所に位置する。青梅市郷土博物館も同地にある。
- 大柳公園（大柳町）
- 七兵衛公園（裏宿町）
- 天ヶ瀬公園（天ヶ瀬町）

## 国・都の機関

### 都の機関
- 東京都交通局早稲田自動車営業所青梅支所（森下町）
- 東京都水道局水源管理事務所（裏宿町）

## 主な医療機関
- 青梅三慶病院（大柳町）

## 経済

### 金融機関（預貯金取扱金融機関）
- 青梅信用金庫中町支店（仲町）
- りそな銀行東青梅支店青梅プラザ出張所（同）
- きらぼし銀行青梅支店（同）

## 地域

### 学校教育

#### 認定こども園
- 四恩幼稚園(天ヶ瀬町・2021年4月1日幼稚園型認定こども園として開園)[8]

#### 保育園
私立
- 青梅保育園（滝ノ上町）

#### 小学校
市立
- 青梅市立第一小学校（本町）

#### 中学校
市立
- 青梅市立第一中学校（裏宿町）

#### 高等学校
- 東京都立多摩高等学校（裏宿町）

### 社会教育

#### 文化施設
- 青梅市文化交流センター（上町） - 旧・青梅市民会館。
- 釜の淵市民館（大柳町） - 2019年3月閉館[9]。

#### 図書館
- 青梅図書館（仲町） - 以前は中央図書館の名称だったが、河辺駅前の中央図書館に移行したため改称。

#### 博物館
- 昭和レトロ商品博物館（住江町）
- 昭和幻燈館（同）

#### 美術館
- 青梅市立美術館（滝ノ上町）
- 青梅赤塚不二夫会館（住江町・2020年3月27日閉館）

#### 運動施設
- 永山体育館（住江町）
- 天ヶ瀬体育館（天ヶ瀬町）
- 青梅市弓道場（仲町）

## 交通

### 鉄道
- JR東日本青梅線 - 青梅駅（本町）

### 道路
一般国道
- 国道411号（滝山街道、青梅街道）

主要地方道
- 東京都道5号新宿青梅線（青梅街道・千ヶ瀬バイパス）
- 東京都道・埼玉県道28号青梅飯能線（旧青梅街道）

一般都道
- 東京都道196号青梅停車場線

## 名所・旧跡・社寺

### 名所・旧跡
- 旧稲葉家住宅（森下町）

### 社寺

#### 神社
- 住吉神社（住江町）
- 八坂神社（天ヶ瀬町）
- 熊野神社（森下町） - 境内にはかつて陣屋が設けられていた[10]。
- 秋葉神社（仲町）
- 金刀比羅神社（本町）
- 稲荷神社（上町）
- 裏宿神社（裏宿町）

#### 寺院
- 住吉山延命寺（住江町）
- 常保寺（滝ノ上町）
- 成田山清宝院（大柳町）
- 青梅山金剛寺（天ヶ瀬町）
- 瑞宝院（同）
- 梅岩寺（仲町）

## 出身人物
- 津雲国利（拓務政務次官、衆議院議員、農業[11]）
- 平岡久左衛門（青梅町長、平岡商店社長、青梅銀行頭取）
- 根岸凉宇（俳人）